# 635 Vundtia
635 Vundtia eller 1907 ZS är en asteroid i huvudbältet, som upptäcktes 9 juni 1907 av den tyske astronomen Karl J. Lohnert i Heidelberg. Den är uppkallad efter den tyske psykologen Wilhelm Wundt.
Asteroiden har en diameter på ungefär 94 kilometer och den tillhör asteroidgruppen Eos.